# Olga Prieobrażenska
Olga Iosifowna Prieobrażenska, ros. О́льга Ио́сифовна Преображе́нская (ur. 21 stycznia?/2 lutego 1871 w Sankt Petersburgu, zm. 27 grudnia 1962 w Saint-Mandé we Francji) – rosyjska tancerka baletowa, primabalerina Teatru Maryjskiego w Petersburgu, pedagog tańca klasycznego, wychowawczyni wielu wybitnych tancerzy i tancerek, m.in. Agrippiny Waganowej.

## Życiorys
Swoją karierę baletową w dużej mierze zawdzięcza rodzicom. Jako dziewczynka napotkała duży problem z przyjęciem do szkoły baletowej. Nauczyciele, którzy zasiadali w komisji kwalifikacyjnej, z uwagi na to, że widzieli przed sobą dziecko o delikatnej budowie, mające problemy z nogą oraz pewną wadę fizyczną, która wskazywała na skrzywienie kręgosłupa, odmawiali przyjęcia w poczet uczniów. Rodzice jednakże nie poddali się. Znając jej wielką miłość do tańca, starali się zakwalifikować córkę do szkoły przez trzy kolejne lata. W końcu udało im się i w 1879 roku Olga Prieobrażenska rozpoczęła naukę baletu w Cesarskiej Szkole Baletowej (obecnie znanej jako Akademia Baletu Rosyjskiego im. Agrippiny Waganowej).
Uczyła się tam m.in. u znanych pedagogów tańca klasycznego jak: Christian Johansson, Nikołaj Legat, Lew Iwanow i Marius Petipa. 25 marca 1889 roku zdała egzamin dyplomowy. Ponieważ nauczyciele dostrzegli jej wszechstronny talent, postarali się, aby pokazała się z jak najlepszej strony.
Po ukończeniu Cesarskiej Szkoły Baletowej jej pedagogiem był w Teatrze Maryjskim Włoch Enrico Cecchetti, twórca metody Cecchettiego, który uczył ją najtrudniejszych ewolucji tanecznych. Doskonaliła również swoje umiejętności za granicą – udała się do Mediolanu do pedagog tańca klasycznego Cateriny Baretty, która poświęcała jej indywidualnie kilka godzin dziennie. Ostatecznie wątła dziewczyna stała się „żelazną” (jej własne słowa) artystką.
Olga Prieobrażenska ukończyła szkołę baletową zaledwie rok przed rosyjską baleriną polskiego pochodzenia Matyldą Krzesińską, której kariera uległa wielkiemu przyśpieszeniu nie tylko z racji jej wyjątkowego talentu, ale także z uwagi na jej bliskie związki z ówczesnym dziedzicem do korony, carewiczem Mikołajem Romanowem. Dlatego Prieobrażenska, choć z nią początkowo zaprzyjaźniona, przez długi czas pozostawała w jej cieniu i była obsadzana w partiach, które nie budziły zainteresowania jej wielkiej rywalki. Ostatecznie w 1896 roku została solistką Teatru Maryjskiego. Wreszcie w 1900 roku, po wykonaniu partii Izory w balecie Sinobrody Mariusa Petipy (z muzyką Piotra Szenka), otrzymała tytuł primabaleriny.
Wśród jej głównych ról były partie:
- Paquity w balecie o tym samym tytule
- Księżniczki Aurory w balecie Śpiąca królewna
- Lizy w Córce źle strzeżonej

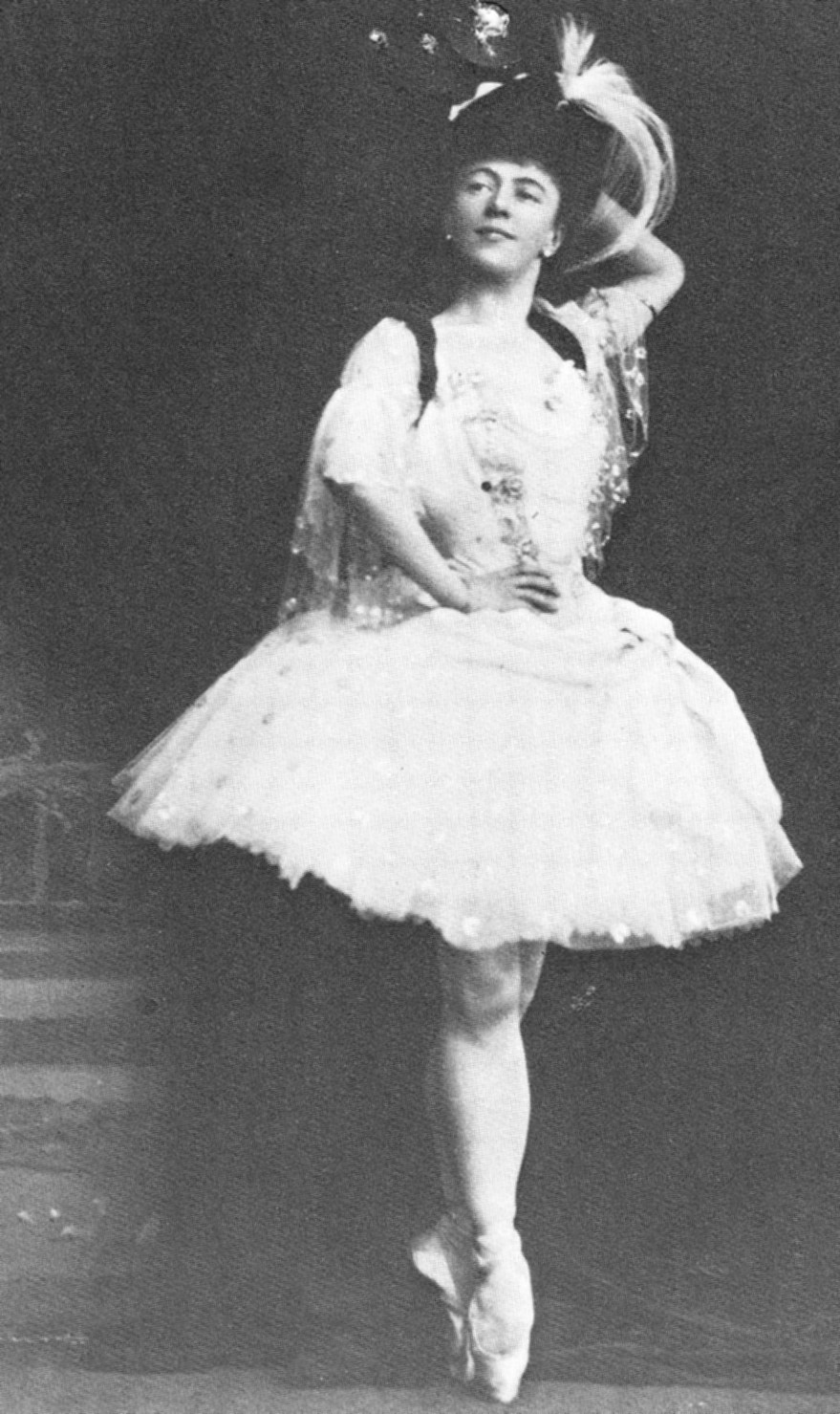
Olga Prieobrażenska w roli tytułowej w balecie Rajmonda Mariusa Petipy (1903 r.). Premiera tego baletu odbyła się kilka lat wcześniej (19 stycznia 1898); wówczas główną rolę zagrała Pierina Legnani

- Rajmondy w balecie o tym samym tytule (po raz pierwszy wykonana 21 września 1903 roku; uważa się ją za jedną z najważniejszych ról Olgi Prieobrażenskiej – krytycy mówili o tym, że taniec i muzyka współgrają, oceniając występ jako „czarującą choreograficzną melodyczną recytację”[5])
- Swanildy w Coppélii
- Motyla w Kaprysach motyli (wszystkie wyżej wymienione w choreografii Mariusa Petipy)
- Wróżki we Wróżce lalce (niem. Die Puppenfee; balet Josefa Bayera w choreografii Nikołaja i Siergieja Legatów)
- Javoty w Javocie (balet Camille’a Saint-Saënsa w choreografii Pawła Gerdta)[4]
- Sylfidy w Chopinianach (choreografia Michaiła Fokina, muzyka Fryderyka Chopina; w wersji orkiestrowej Aleksandra Głazunowa)
- Armidy w Pawilonie Armidy (choreografia Michaiła Fokina; kompozytor – Nikołaj Czeriepnin).

Pracowała z najlepszymi choreografami epoki, m.in. z Mariusem Petipą, Lwem Iwanowem i Michaiłem Fokinem, którzy specjalnie dla niej komponowali swoje choreografie.
W 1909 roku, po dwudziestu latach pracy w teatrze, otrzymała tytuł Zasłużonej Artystki, a dyrekcja zaproponowała jej kontrakt zagraniczny. Tańczyła w Dreźnie, a następnie w Mediolanie. W 1912 roku odbyła długą podróż do Ameryki Południowej. Występowała we Włoszech, Francji, Anglii, Niemczech, jak również w wielu miastach Rosji. Starała się przybliżyć teatr, sztukę zwykłym ludziom, doprowadzić do tego, aby arcydzieła baletowe, muzyka i taniec były dostępne.
Pracę pedagoga tańca klasycznego (w Cesarskiej Szkole Baletowej) rozpoczęła w 1901 roku, ale przewała ją po dwóch latach skupiając się na karierze tanecznej. W 1914 roku powróciła do nauczania. Początkowo dawała lekcje w Piotrogrodzie (1914–1921). W tym czasie Cesarska Szkoła Baletowa została przemianowana na Piotrogrodzką Państwową Szkołę Baletową. Jej uczennicą była wówczas m.in. Agrippina Waganowa – tancerka, której sława później przyćmiła sławę jej nauczycielki.
Podczas I wojny światowej zorganizowała kilka wypraw adeptów sztuki baletowej na front – występowali dla żołnierzy, wzbudzając duże emocje. Rewolucja, w przeciwieństwie do wielu artystów, początkowo jej nie przerażała – do roku 1920 kontynuowała występy w Teatrze Maryjskim. Krótko uczyła też tańca klasycznego w prywatnej Szkole Baletu Rosyjskiego A.L. Wołyńskiego.
W 1922 roku wyemigrowała z Rosji. Uczyła w Mediolanie, Londynie, Buenos Aires oraz Berlinie. W 1923 roku udała się do Paryża, gdzie założyła własną szkołę baletową. Prowadziła w niej zajęcia aż do zakończenia aktywności pedagogicznej w 1960 roku w wieku 90 lat. Znana była z hojności i empatii. Jeśli zauważyła, że dziecko przejawia talent, potrafiła obniżyć opłatę za jego lekcje, a nawet z niej zrezygnować w przypadku, kiedy rodzice ze względów finansowych nie mogli sobie pozwolić na kształcenie uzdolnionego dziecka. Wychowała kilka generacji wybitnych tancerzy. Zmarła 2 lata później, 27 grudnia 1962 roku w Saint-Mandé we Francji. Ostatnie miesiące życia spędziła w hospicjum. Jest pochowana na cmentarzu prawosławnym w Sainte-Geneviève-des-Bois pod Paryżem.